# Usmereno oglašavanje
Ciljano ili usmereno oglašavanje (engl. Targeted advertising) je forma oglašavanja u kojoj se onlajn oglašivači mogu koristiti sofisticiranim metodama, ciljajući najreceptivniju publiku sa određenim osobinama, bazirajući se na proizvodu ili osobi koju oglašivač promoviše. Te osobine mogu biti demografske koje su fokusirane na rasu, ekonomski status, pol, godine, nivo obrazovanja, prihode i zaposlenje, ili mogu biti fokusirane psihografski, odnosno bazirane na potrošačkim vrednostima, ličnostina, stavovima, mišljenjima, stilovima života i interesovanjima. To takođe mogu biti varijante ponašanja, kao što su istorija pretraživanja, istorija kupovina i druge nedavne aktivnosti. Usmereno oglašavanje je fokusirano na potrošače sa određenim osobinama i potrošačima koji, u većini slučaja, imaju jake preference da prime poruku, a ne fokusira se na one koji nemaju interesovanje i čije se preference ne podudaraju sa atributima proizvoda, tako eliminišući gubitke.
Tradicionalne forme oglašavanja, uključujući bilborde, novine, časopise i radio progresivno postaju zamenjeni onlajn oglašavanjem. Svet informacionih i komunikacionih tehnologija (ICT) se u prošlim godinama transformisao, rezultirajući proširenju targetinga na sve ICT tehnologije, kao što su internet, IPTV i mobilna okruženja. U narednoj generaciji oglašavanja, važnost usmrernog oglašavanja će se drastično povećati tako što će se kohezivno širiti preko velikog broja ICT kanala.
Kroz pojavu novih onlajn kanala, potreba za usmerenim oglašavanjem se povećava. Jer kompanije ciljaju smanjenje gubitka reklamiranja putem informacionih tehnologija. Najviše ciljani novi mediji oglašavanja trenutno koriste sekundarne proksije za usmeravanje, kao što su praćenje onlajn aktivnosti potrošača, povezujuci istoriju pretrage potoršačke demografije sa novim potrošačkim internet stranicama, koristeći svet pretrage kao osnovu za obuhvaćeno interesovanje ili kontekstualno oglašavanje (smisaono oglašavanje).

## Tipovi
Internet usluge konstantno proizvode nove poslovne poduhvate i prilike za prihode internet korporacija. Kompanije imaju ubrzan razvoj tehnoloških sposobnosti koje im omogućavaju sakupljanje informacija o korisnicima interneta. Praćenjem i nadzorom aktivnosti korisnika, provajderi internet usluga mogu direktno da prikazuju reklame koje su u skladu sa preferencama potrošača. Većinom, to se svodi na poslednju pretragu. Na primer, ako pretražujete nekretnine, bićete preplavljeni oglasima o nekretinama, za koje marite ili ne, i ako planirate da kupite nekretninu ili ne. Zato su oglasi potpuno pristrasni u današnje vreme. Većina današnjih vebsajtova koristi tehnologiju usmerenog oglašavanja da bi pratila ponašanje korisnika interneta. Postoji mnogo debata na temu postojećih problema privatnosti.

### Marketing na internet pretraživačima
Marketing na internet pretraživačima koristi internet pretraživače da bi dopreo do ciljane publike. Na primer, guglov Google Remakering Campaigns (Kampanje za ponovno oglašavanje) su tip usmerenog oglašavanja u kojima veb sajtovi koriste IP adrese kompjutera koji su posetili njihove sajtove da bi ponovo oglašavali svoje stranice posebno korisnicima koji su prethodno posećivali njihove sajtove tako što koriste sajtove koji su deo Google display network, ili kada se pretražuju ključne reči vezane za proizvod ili uslugu na guglovom internet pretraživaču. Dinamično ponovno oglašavanje može poboljšati targeting, jer oglasi uključuju proizvode koje je potrošač ranije razgledao na sajtu oglašivača u sklopu reklama.
Google AdWords imaju drugačije platforme za prikazivanje oglasa. Internet pretraživač prikazuje oglase na guglovoj pretrazi, drugim guglovim sajtovima kao sto su Mape i Šoping, i stotinama drugih sajtova koji nisu deo gugla, a koji prikazuju AdWords oglase poklapajući se sa rezultatima pretrage. Mreža prikazivanja uključuje kolekciju guglovih sajtova, na primer partnerskih sajtova, mobilnih sajtova i aplikacija koje prikazuju AdWords koji se poklapaju sa sadržajem date stranice. Ova dva tipa internet reklamiranja mogu biti korisni dostizanju određenih ciljeva kompanija ili tipovima kompanija. Na primer, internet pretraga može doprineti postizanju cilja kompanije, a to je dopiranje do potrošača koji traže određeni proizvod ili uslugu.
Drugi načini na koje su kampanje oglašivača u mogućnosti da ciljaju korisnike su korišćenje istorije pregledača i istoriju pretrage, na primer, ako korisnik ukuca promotivne olovke u inernet pretraživač, kakav je gugl, oglasi vezani za promotivne olovke će se pojaviti na vrhu stranice iznad izvornih stranica. Ovi oglasi će biti usmereni na oblast korisničke IP adrese, prikazujući proizvod ili uslugu u loklanom području ili u regionima u okruženju. Prednost oglasa na višoj poziciji je mogućnost postizanja bolje ocene kvaliteta. Na kvalitet oglasa utiču 6 komponenti ocene kvaliteta:
- Očekivana stopa prikazivanja oglasa
- Kvalitet matične stranice
- Važnost oglasa ili pretrage
- Geografske osobine
- Ciljani uređaji

Kada su rangirani na osnovu ovih kriterijuma, oglašivači mogu uticati poboljšavanjem podobnosti oglasa, ustvari cost per click (CPC), pozicijom oglasa i ponudom oglasa; sažeto, što je bolja ocena kvaliteta, bolja je pozicija oglasa i manji su troškovi.
Gugl koristi internet prikazivače da prati šta korisnici traže i sakuplja informacije o njima. Kada korisnik pristupi veb-sajtu koji koristi guglov internet pretraživač, on će poslati kolačić guglu, pokazujući informaciju o tome šta je korisnik pretraživao, locirajući ga pritom preko IP adrese i u skladu sa tim će graditi njihov profil, dopuštajući guglu da preciznije usmerava oglase korisniku. Na primer, ako korisnik posećuje stranicu kompanije koja se bavi promotivnim materijalom često, tražeći promotivne olovke, gugl će sakupiti podatke o korisniku poput godina, pola, lokacije i drugih demografskih informacija, kao i informacije o sajtovima koje je posećivao i smestiće ga u kategoriju promotivnih proizvoda, što dozvoljava guglu da lako prikaže oglase vezane za promotivne proizvode na sajtovima koje korisnik posećuje. (Izdan od strane svojih reklama!) Ovi tipovi oglašavanja su često nazivani bihevioralnim oglasima zato što prate ponašanje korisnika na sajtovima i prikazuju oglase na osnuvu ranijih pretraga. (primeri usmerenog odlasavanja)

### Targeting na socijalnim mrežama
Targeting na socijalnim mrežama je tip usmerenog oglašavanja, koje koristi opšte atribute ciljanja, poput geooznačavanja, ciljanog ponašanja, socio-psihografskog ciljanja, ali sakuplja informacije koje potrošač ostavlja na svakoj od socijalnih mreža. Na primer, ako korisnik na fejsbuku označi da mu se sviđaju stranice o odevanju, primaće oglase na osnovu stranica koje je označio i na osnovu oblasti u kojoj je označio da živi. Ovo omogućava oglašivačima da ciljaju tačno određene potoršače tako što mogu povezati gradove i interese sa željama potrošača. Socijalne mreže takođe stvaraju profile potrošača i potrebno im je malo informacija sa profila korisnika da bi pronašli njihova interesovanja i ”sviđanja”.
Na primer, Fejsbuk koristi usmereno oglašavanje koristeći karakteristike poput pola, godina, i lokacije. Oni čak dozvoljavaju i preciznije usmeravanje koristeci demografske podatke, ponašanje i interesovanja (pogledati sveobuhvatnu listu različitih tipova usmeravanja koje fejsbuk koristi).

## Usmeravanje korišćenjem televizije i mobilnih uređaja
Nova sfera usmerenog oglašavanja se pojavljuje u televiziji. Oglašivači mogu dopreti do potrošača koji koristi digitalni signal, klasifikovan kao Internet protokol televizijaIPTV. To je efikasan način sakupljanja informacija o koricnicima, njihovom uzrastu, polu i lokaciji, kao i o njihovim ličnim interesovanjima o filmovima i tome sličnom. Ti podaci se obrađuju i prilaguđavaju, a onda se prema tome potrošačima plasiraju reklame.
Od ranih 2000ih, oglašavanje je bilo prisutno na internetu, a kasnije i na mobilnim uređajima. Usmreno oglašavanje bazirano na mobilnim uređajima dopušta da više informacija o potrošaču bude preneseno, ne samo o njihovim interesovanjima, već i informacije o njihovoj lokaciji i vremenu. To dozvoljava oglašivačima da stvore oglase koji se mogu prilagoditi njihovim planovima i promenjivom okruženju.

### Sadržajni i kontekstualni targeting
Najjednostavniji način usmeravanja je sadržajni/kontekstualni targeting. On nastaje tako što oglašivač postavi reklamu na određeno mesto, na osnovu prisutnog sadržaja. Drugo ime koje se koristi je oglašavanje usmereno na sadržaj (sadržajno orijentisano oglašavanje), pošto odgovara kontekstu koji se koristi. Ovaj metod usmeravanja može biti korišćen preko različitih posrednika, na primer u virtuelnom članku o kupovini domova ćemo imati oglas povezan sa tim kontekstom, poput oglasa osiguranja. Ovo se obično postiže kroz sistem koji povezuje oglase analizirajući sadržaj stranice ili pronalazeći ključne reči i, nakon toga predstavlja bitne oglase, ponekad i preko oglasa koji ’iskaču’.

### Tehničko usmeravanje oglasa
Tehničko usmeravanje oglasa je povezano sa korisnikovim ličnim statusom softvera ili hardvera. Oglasi se preuređuju zavisno od protoka interneta koji je dostupan korisniku, na primer, ako korisnik na svom mobilnom telefonu ima ograničen protok, sistem koji mu dostavlja oglase će prikazati manju verziju oglasa, da bi postigao veću brzinu prenosa podataka u teoriji, ali u praksi oni samo iznova i iznova šalju neželjene masovne video-poruke.
Adresabilni sistemi za oglašavanje prikazuju oglase direktno zasnovano na demografskim, psihografskim ili bihevioralnim osobinama povezanih sa potrošačem ili potrošačima kojim(a) će oglas biti predstavljen. Ovi sistemi su uvek digitalni i moraju biti adresabilni, jer krajnja tačka koja služi oglasu (set-top box, vebsajt ili digitalni signal) mora biti sposobna da prikazuje oglas nezavisno od bilo koje druge krajnje tačke zasnovane na osobinama potrošača u prezicno toj krajnjoj tački, u trenutku prikazivanja oglasa. Sistemi adresabilnog oglašavanja iz tog razloga moraju koristiti potrošačeve osobine povezane sa krajnjim tačkama, kao osnovu za odabir i prezentaciju oglasa.

### Vremenski usmereno oglašavanje
Vremenski usmereno oglašavanje je koncentrisano oko vremena i fokusirano na ideju uklapanja u svakodnevne stilove života ljudi. Primer je raspoređivanje određenih oglasa u vremenskom periodu od 17 od 19 sati kada se ljudi, uobičajeno, vraćaju kući sa posla.

### Sociodemografski usmereno oglašavanje
Sociodemografski usmereno oglašavanje se fokusira na osobinama potrošača koje uključuju njihove godine, pol, platu i nacionalnost. Ideja je precizno usmeravanje oglasa ka korisniku korišćenjem tih, o njima prikupljenih podataka, na primer usmeravanje ka muškarcima, starosti 18-24 godine. Fejsbuk koristi ovaj oblik usmeravanja prikazujući reklame koje su relevantne individualnoj demografiji korisnika na njihovom nalogu u obliku grafičkih oglasa, komercijalnih video snimaka, i tako dalje.

### Geografski i lokacijski usmereno oglašavanje
Ovaj tip oglašavanja podrazumeva ciljanje više različitih korisnika istovremeno, na osnovu njihovog geografskog položaja. IP adrese mogu odati lokaciju korisnika i, u većini slučaja, mogu preneti informacije o lokaciji preko ZIP kodova. Položaji se onda skladište za korisnike na statičkim profilima i tako oglašivači mogu lako individualno usmeriti oglase na osnovu njihovog geofraskog položaja. Servis baziran na lokaciji (LBS) je mobilni servis informacija koji dopušta prostorni i vremenski prenos podataka i koji oglašivač može upotrebiti kako bi ostvario prednost. Ovi podaci mogu biti iskorenjeni iz aplikacija na uređajima koji dozvoljavaju pristup informacijama o lokaciji. Ovaj tip usmeravanja se fokusira na lokalizaciji sadržaja, na primer, korisnik može biti izazivan paletom aktivnosti u svom okruženju, na primer restoranima, buticima, itd. Iako stvaranje oglasa na osnovu potrošačeve lokacije može povećati 
efektivnost dopremanja oglasa, takođe može narušiti korisnikovu privatnost.

### Bihevioralni targeting
Ovaj tip usmerenog oglašavanja je koncentrisan na aktivnost korisnika i lakše ju je dostići na internet stranicama. Informacija sa internet pretraživača može dospeti sa internet pretraživača kopanjem po podacima, koji pronalaze šablone u korisnikovoj istoriji pretraživanja. Oglašivači koji koriste ovaj metod veruju da on pronalazi oglase koji su važniji korisniku i smatraju da će tako potrošači biti pod većim uticajem oglasa. Ako ptrošač često pretražuje cene avionskih karata, sistem oglašavanja će to prepoznati i prikazivaće mu usklađene oglase nepovezanih internet sajtova, kao na primer, cene avionskih karata na Fejsbuku. Njegova prednost je da može ciljati individualna interesovanja, pre nego što će ciljati grupu ljudi čija interesovanja mogu varirati.

### Ponovno usmereno oglašavanje
Ponovno usmereno oglašavanje je ono u kome oglasi koriste bihevioralno usmeravanje i proizvodi oglase koje prate korisnike nakon što su oni pregledali ili kupili određenu stvar. Primer ovoga su katalozi prodavnica u kojima prodavnice šalju pretplatu korisnicima preko njihovih mejlova nakon kupovine nadajući se da će privući njihovu pažnju na druge artikle kako bi obavili još kupovina. Glavni primer ponovnog usmerenog oglašavanja koji je zaradio reputaciju kod većine ljudi su oglasi koji prate korisnike preko Interneta, pokazujući im iste stavke koje su gledali u nadi da će ponovo kupovati. Ponovno usmereno oglašavanje je veoma efikasan proces; analizirajući aktivnosti potrošača sa brendom, oni mogu precizno adresirati oglase preko ponašanja korisnika.

## Proces
Oglašavanje obezbeđuje oglašivačima direktnu komunikaciju sa postojećim i perspektivnim korisnicima. Koristeći kombinaciju reči i/ili fotografja, opšti cilj oglašavanja je da se ponaša kao „medium informacija“, čineći načine dostave i to kome se one dostavljaju najbitnijim. Oglašavanje bi trebalo da definiše kako i kada će strukturalni elemeti uticati na primaoce, znajući da svi primaoci nisu isti i da, prema tome, možda neće odogovoriti u jednom sičnom maniru. Serveri usmerenog oglašavanja doprinose dostavljanjem određenih rekama određenim ljudima, radije nego određenim grupama, jer tako dosežu do potrošača koji će možda biti zainteresovani za informaciju. Oglašivaći žele da dopru do potrošača na najefektivniji mogući način sa uverenjem da će to rezultovati boljim marketingom. Oglašavanjem su oglašivači u mogućnosti da identifikuju kada i gde bi oglas trebalo postaviti da bi dostigli maksimalne prihode. Ovo zahteva razumevanje načina razmišljanja korisnika (videti takođe neuromakreting), da bi odredili najbolje kanale kojima će komunicirati.
Tipovi usmerenog oglašavanja uključuju, ali nisu ograničeni na oglašavanju baziranom na demografiiji, psihografiji, bihevijorialnim varijablama i kontekstualnim usmeravanjem.
Bihevioralno oglašavanje je najučestaliji oblik usmerenog oglašavanja koji se koristi na internetu. Kolačići na internetu se šalju napred i nazad između internet servera i pretraživača koji dozvoljava da korisnik bude indentifikovan ili da se prati njegov napredak. Kolačići obezbeđuju informacije sa stranica koje je korisnik posetio, po vremenu koje je proveo gledajući svaku stranicu, linkove koje je pratio i pretrage i interakcije koje je učinio. Iz ove infromacije izdavalac kolačića ostvaruje razumevanje korisnikovih tendencija pri pretraživanju i interesovanju za stvaranje rofila. Analizirajući profil, oglašivači su u mogućnosti da stvore određenu publiku oslanjajući se na korisnike koji su dali slične povratne informacije. Prilagođeno reklamiranje se nakon toga stavlja pred potrpšača na osnovu toga što organizacije koje rade u ime oglašivača pretpostavljaju interese potrošača. Ovi oglasi su formatirani tako da se pojavljuju ispred korisnika, na stranicama koje će im se najverovatnije dopasti na osnovu njihovih profila. Na primer, koristeći bihevioralno usmereno oglašavanje, ako je poznato da je korisnik nedavno posećivao veći broj stranica posvećenih kupovini i upoređivanju automobila, i na osnovu podataka koji su dostavljeni sa „kolačića“ na korisnikovom kompjuteru, korisniku se mogu dostaviti oglasi vezani za automobile kada posećuje druge sajtove. Biheviorialno usmereno oglašavanje se oslanja na podatke koji su i pisano i nepisano dostavljeni od strane korisnika i od kojih se prave dve forme: prva koja uključuje dopremanje oglasa na osnovu procene korisnikovog internet angažmana; druga koja uključuje proučavannje informacija kroz „kapije“ provajdera (dobavljača) internet usluga.
Demografski usmereno oglašavanje je bilo prva i najosnovnija verzija usmerenog oglašavanja korišćena preko interneta. Ona uključuje deljenje publike na specifičnije grupe, koristeći parametre poput pola, godina, etničkog porekla, godišnjih prihoda, itd. Svi članovi grupe imaju zajedničke osobine. Dakle, kada oglašivač poželi da sprovede kampanju ciljajući specifičnu grupu ljudi, onda te kampanje dolaze samo do grupe ljudi koja ima te specifične osobine koje kampanja cilja. Kada obave demografsko usmeravanje oglasa koje je postavio oglašivač, internet sajt ili odeljak internet sajta se koristi kao posrednik, zato što veliki procenat ciljane publike koristi baš tu formu medija.
Segmentacija korišćenjem psihografije se zasniva na ličnosti individue, njenim vrednostima, interesovanjima i stilu života. Nedavna studija o najkorišćenijim medijima koje ljudi koriste, sprovedena od strane Entertainment Technology Center at the University of Southern California, the Hallmark Channel, and E-Poll Market Research- dolazi do saznanja da je najbolji pokazivač upotrebe medija, u stvari, korisnikov stil života. Istraživači su zaključili da prijatelji članova ciljane grupe verovatno imaju slične demografske profile, ali i drugačije stavove prema medijima i njihovoj upotrebi. Psihografi mogu napraviti dalji uvid razdvajajući publiku u specifične grupe koristeći njihove lične osobine. Kada zvanično potvrde sve osobine, oglašivači mogu početi sa ciljanjem potrošača nakon što prepoznaju u njima faktore koji im pružaju dalji uvid u želje potrošača.
Kontekstualno oglašavanje je strategija postavljanja oglasa na media vehicles , poput internet sajtova ili štampanih magazina, čije su teme relevantne za proizvode koji se promovišu. Oglašivači primenjuju ovu strategiju u cilju sužavanja usmerenosti oglašavanja ka njihovoj publici. Oglasi se selektuju i dostavljaju preko automatizovanih sistema, zasnivajući se na identitetu korisnika i sadržaju prikazanog medija. Oglasi će biti prikazani preko različitih korisničkih platformi i biće bazirani na pretrazi ključnih reči; pojavljivaće se ili kao internet stranica ili iskačući oglas. To je forma usmerenog oglašavanja u kojoj je sadržaj oglasa u direktnoj vezi sa sadržajem internet stranice koju korisnik gleda.

### Glavni psihografski segmenti

#### Ličnost
Svaki brend, usluga ili proizvod ima svoju „ličnost“. Na osnovu toga kako je viđen od strane publike i zajednice, menadžeri marketinga će stvoriti ličnosti koje će se podudarati sa ličnim osobinama njihovog ciljanog tržišta. Menadžeri marketinga i oglašivači stvaraju te ličnosti zato što, kada potrošač pronađe dodirne tačke sa karakteristikama brenda, usluge ili proizvoda, on će, verovatnije, osećati povezanost sa proizvodom i poželeće da ga poseduje.

#### Stil života
Svako je različit i oglašivači to kompenzuju. Oni znaju da različiti ljudi vode drugačije živote, imaju različite stilove života, različite želje i potrebe u različitom vremenu svog života. Oglašivači koji zasnivaju svoje segmentacije na psihografskim karakteristikama promovišu svoje proizvode kao rešenja za te trenutne želje i potrebe. Segmentacija na osnovu stila života razmatra u kom delu životnog ciklusa je potrošač i šta je njemu potrebno u tom preriodu.

#### Mišljenja, stavovi, interesovanja i hobiji
Psihografska segmentacija takođe podrazumeva mišljenja o religijskim, polnim i političkim, sportskim i rekreativnim aktivnostima, stavovima o životnom okruženju, umetnosti i kulturološkim problemima. Stavovi koje segmenti tržišta održavaju i aktivnosti u kojima učestvuju imaju veliki uticaj na proizvode i usluge koje oni pružaju, šta više utiču i na reakcije koje oglasi izazivaju.
Alternative bihevioralnog i psihografskog usmerenog oglašavanja podrazumevaju geografsko i demografsko usmeravanje oglasa.
Kada oglašivači žele da dopru do najvećeg mogućeg broja potrošača na najefektivniji način, oni koriste proces koji ima šest koraka:
- Određivanje ciljeva oglašivači postižu postavljanjem referentnih tačaka. Nakon toga indetifikuju proizvode ili ponude, određuju osnovne vrednosti i strateške ciljeve. Ovaj korak takođe podrazumeva praćenje rada suparnika i postavljanje ciljeva za narednih 12-18 meseci.
- Drugi korak, razumevanje potrošača, podrazumeva određivanje tipa potrošača koje oglašivač želi ciljati i određivanje procesa kupovine za potoršače.
- Određivanje nedostataka je ključno, jer se time prikazuju svi nedostaci u sadržaju i pronalazi se ono što je važno za proces kupovine.
- Četvrta faza je ona u kojoj se sadržaj stvara i u kojoj se određuju ključne poruke. U njoj se, takođe, razmatra o standardima koje treba postaviti.
- Organizacija raspodele je ključna za dostizanje maksimalnog potencijala sadržaja. To mogu biti socijalni mediji, blogovi, ili google display networks.

Poslednji korak je od vitalnog značaja za oglašivače, jer oni moraju izračunati povraćaj investicija (ROI). Postoji više načina merenja performansi poput praćenja internet saobraćaja, kvaliteta prodaje, i/ili deljenja sadržaja socijalnih medija.
Alternative bihevioralno usmerenom oglašavanju uključuju targeting publike, kontekstualno i psihografsko usmereno oglašavanje.

## Efikasnost
Usmeravanje oglasa poboljšava efikasnost oglašavanja, tako redukujući gubitke nastale slanjem oglasa potrošačima koji verovatno neće kupiti taj proizvod. Usmereno oglašavanje ili poboljšano usmeravanje će dovesti do niza troškova i rashoda.
Efekti usmerenog oglašavanja na društvo i ciljane osobe implicitno podržavaju razmatranje da li usmereno oglašavanje kompromituje slobodan izbor.
Te rasprave o etičkoj prihvatljivosti oglašavanja tvrde i da, zbog komercijalno konkurentnog konteksta oglašavanja, potrošač ima izbor šta će prihvatiti, a šta odbiti.
Ljudi imaju kongitivne sposobnosti i opremljeni su neophodnim moćima da odluče da li žele biti pod uticajem oglasa. Postoje suprotstavljena mišljenja o tome, na primer, da nas oglašavanje može naterati da kupimo stvari koje ne želimo, ili da, pošto je oglašavanje povezano sa kapitalističkim sistemom, ono može jedino prikazati mogućnosti na osnovu orijentisanja ka potrošaču, čime se ograničava izloženost nematerijalističkom stilu života.
Iako su efekti usmerenog oglašavanja prvenstveno fokusirani na one koji su ciljani, mogu takođe uticati i na one koji nisu ciljani. Nepredviđena publika često razgleda oglase, šta više i brendove i kompanije koje stoje iza reklama i te odluke mogu imati uticaja na buduće ponašanje potrošača.
The Network Advertising Initiative je sprovela istraživanje 2009. godine, mereći probojnost i efikasnost usmerenog oglašavanja. Otkriveno je da usmereno oglašavanje:
- Osiguralo 2,7 puta veći prihod po oglasu u odnosu na neusmereno oglašavanje, odnosno oglašavanje koje nije povezano sa jednim konkretnim sajtom.
- Dva puta je efikasniji u pretvaranju korisnika koji razgledaju oglase u potrošače.

Međutim, druga istraživanja pokazuju da usmereno oglašavanje, makar polno usmereno oglašavanje, nije efikasno. Jedan od najvećih problema merenja ekonomske efikasnosti targetinga je, ipak, mogućnost posmatranja dešavanja u odsustvu usmerenog oglašavanja, jer će se korisnici koji su ciljani od strane oglašivača, verovatnije, pretvoriti u kupce nego ostatak stanovništva. Farahat i Bejli su sproveli prirodni eksperiment velikih razmera na sajtu Yahoo, koja im je omogućila da izmere pravi ekonomski uticaj usmerenog oglašavanja na pretragu brenda. Oni su otkrili, pretpostavljajući cenu od $1 za 1000 prikaza oglasa (CPM), da:
- Granični troškovi pretraživanja vezanih za brend koji proizilaze iz oglasa iznosi 15,65 dolara po pretraživanju, ali je samo 1,69 dolara po pretraživanju iz usmerene kampanje.
- Granični trošak za klik je 72 centi, ali samo 16 centi od usmerene kampanje.
- Varijacije u podizanju CTR iz usmerenih reklamnih kampanja uglavnom se određuju već postojećim interesima za brend.

Istraživanja pokazuju da je sadržajni marketing u 2015. godini proizveo 3 puta više potencijalnih potrošača u odnosu na tradicionalni način oglašavanja i košta 62% manje. Plus pokazuje kako mogućnost usmerenog oglašavanja postaje idealan način reklamiranja publici. Druga statistika pokazuje da 86% ljudi preskače oglase na televiziji, a 44% ljudi ignoriše direktnu poštu, što takođe pokazuje kako oglšavanje pogrešnoj grupi ljudi može biti rasipanje resursa.

## Prednosti i mane

### Prednosti
Postoje mnoge prednosti usmrenoug oglašavanja i za potrošaše i za oglašivače:

#### Potrošači
Beneficija koju potrošači dobijaju od usmerenog oglašavanja potiče od toga što su oglašivači u mogućnosti da efikasno privuku potrošače koristeći njihove pređašnje kupovine i pretrage, što omogućava da oglasi budu pristupačniji i korisniji potrošačima. Postojanje oglasa koji su povezani sa interesima potrošača, dozvoljava poruci da bude primljena na direktan način preko efikasnih dodirnih tačaka između potrošača i oglašivača. Primer pozitivnog uticaja oglašavanja na potrošače je da ako neko vidi oglas koji je usmeren direktno njima o nečemu sličnom sa proizvodom koji su prethodno razgledali putem interneta i bili zainteresovani za istu, oni će je verovatnije kupiti.
Potrošači mogu imati koristi od usmerenog oglašavanja na sledeće načine:
- Efikasnija dostava željenog proizvoda ili usluge direktno potrošaču: Pretpostavljajući osobine ili interesovanja potrošača na osnovu usmeravanja, koriste se oglasi koji će zadovoljiti i pokrenuti kupca.
- Direktnija dostava poruke koja je povezana sa interesovanjima potrošača: oglasi se dostavljaju potrošaču na način koji je prijatan, bilo da je nepouzdan ili pouzdan posrednik, dostavljanje poruke postaje sastavni deo ’stila života’ potrošača.

#### Oglašivači
Oglašivači imaju korist od usmerenog oglašavanja jer time redukuju cene resursa i dobijaju efikasnije oglase privlačenjem potrošača sa jakim sklonostima ka tim proizvodima. Usmereno oglašavanje dopušta oglašivačima da umanje troškove reklamiranja umanjivanjem ’traćenja’ oglasa na nezainteresovane potrošače. Usmereno oglašavanje okupira pažnju ciljanih potrošača, rezultujući većim povraćajem ulaganja kompaniji.
Iz razloga što bihevioralno oglašavanje omogućava oglašivačima da lakše odrede preference korisnika i potrošačke navike, oglasi će biti važniji i korisniji potrošačima. Kreiranjem efikasnijeg i efektivnijeg načina reklamiranja, oglašivači dobijaju sledeće beneficije:
- Efikasniji razvoj kampanje: posedovanjem informacija o potrošaču, oglašivač je u mogućnosti da stvori preciznije odluke o najboljem načinu komuniciranja sa njima.
- Bolja upotreba dolara za oglašavanje: Veće razumevanje toga šta će ciljana publika želeti dopušta oglašivaču da postigne bolje rezultate sa kampanjom reklamiranja.
- Povećan povraćaj investicija: Usmereno oglašavanje će proizvesti bolje rezultate uz manje rashode.

Koristeći informacije dobijene od potrošača, oglašivači mogu profitirati proizvodnjom efikasnije kampanje, jer je dokazano da je usmereno oglašavanje i efikasno i efektivno. Oni ne žele da traće vreme i novac prikazivanjem oglasa „pogrešnim ljudima“. Tehnološkim napretkom, internet je dao oglašivačima mogućnost da ciljaju potrošače izvan mogućnosti tradicionalnih medija i da ciljaju znatno veći broj potrošača. Glavna prednost korišćenja usmerenog oglašavanja je to što može pomoći u redukciji uzaludnog oglašavanja koristeći detaljne informacije o osobama koje su zainteresovane za proizvod. Ako proizvedemo zainteresovanost kod portošača, oni će kliknuti na oglase. „Poznavanje potrošača“ je jednostavan princip kojeg koriste oglašivači. Kada poseduju informacije o potrošačima, lakše će usmeriti oglase njima i navesti ih da kupe njihov proizvod. Nekim korisnicima ne smeta to što su korišćene informacije o njima i bolje prihvataju oglase sa veoma pristupačnim linkovima. Moguće je da je to slučaj jer su oni otvoreniji prema oglasima krojenim po njihovim prioritetima, nego prema uopštenim oglasima. Oni će lakše biti upućeni ka proizvodima koje žele i verovatno će ih kupiti, za uzvrat proizvodeći veći prihod oglašivačima.

### Mane

#### Potrošači
Usmereno oglašavanje povećava zabrinutost za privatnost. Usmereno oglašavanje se sprovodi analizom aktivnosti potrošača preko internet servisa, kao što su kolačići i pretraga podataka, koji se mogu smatrati štetnim po privatnost korisnika. Menadžeri marketinga istražuju aktivnosti potrošača na internetu u korist kampanja usmerenog oglašavanja poput programskih i SEO optimizacija. Pitanje privatnosti korisnika proističe od današnjih jedinstvenih sposobnosti praćenja i poverenja u ljude koji prikupljaju informacije. Usmereno oglašavanje ima za cilj da poveća interesovanje potencijalnih kupaca za proizvode, dostavljajući izvršne markentiške kampanje precizno određenim potrošačima u kritičnim momentima procesa donošenja odluka o kupovini. Ovo potencijalno može ograničiti svest potrošača o alternativama i ojačati selektivno izlaganje.

#### Oglašivač
Usmereno oglašavanje nije proces koji se može sprovesti preko noći, već iziskuje vremena i truda da bi se analiziralo ponašanje potrošača. To dovodi do većih troškova u odnosu na tradicionalne načine oglašavanja. Pošto se usmereno oglašavanje smatra efikasnijim, to ne predstavlja manu uvek, ali postoje slučajevi u kojima oglašivači nisu postigli očekivani profit. Usmereno oglašavanje ima ograničen pristup potrošačima, jer oglašivači nisu uvek svesni da potrošači menjaju svoja mišljenja i da im ta kupovina više neće značiti, samim tim ni oglasi koji su im upućeni. Još jedna mana je ta što kada koriste kolačiće da bi pratili aktivnosti potrošača, oglašivači nisu u mogućnosti da odrede da li jedan ili više korisnika koristi isti računar. Ovo je najuočljivije u porodičnim domovima u kojima više ljudi različitog životnog doba koristi isti uređaj.

### Kontroverze
Usmereno oglašavanje je pokrenulo mnoge polemike, posebno po pitanju prava na privatnost. Fokusiranjem bihevioralno usmerenog oglašavanja na određene postupke korisnika poput korišćenja sajtova, istorije pretražvanja i potrošačkog ponašanja je povećana zabrinutost korisnika da je sva njihova aktivnost praćena.
Privacy International je organizacija sa sedištem u Velikoj Britaniji koja brani i promoviše pravo na privatnost širom sveta. Ova organizacija se bori da Vlada donese zakon koji štiti prava svih građana. Kako oni tvrde, sa bilo kog etičkog stanovištva takvo presretanje internet saobraćaja informacija mora biti uslovljeno precizno datom saglasnošću nakon informisanja. Akcija mora biti preduzeta kada se dokaže da se organizacije nisu ponašale u skladu sa zakonom.
Istraživanje sprovedeno u Sjedinjenim Američkim Državama od strane Pew Internet & American Life Project između 20. januara i 19. februara 2012. godine je otkrilo da većina Amerikanaca nisu zagovornici usmerenog oglašavanja, smatrjući da narušava privatnost. Zaista, 68% ispitanika je reklo da usmereno oglašavanje „nije u redu“, jer oni ne žele da njihovo ponašanje na internetu bude praćeno i analizirano.
Drugi problem usmerenog oglašavanja je nedostatak „novih“ oglasa dobara ili usluga. Predstavljajući samo oglase skrojene na osnovu korisnikovih želja, drugi proizvodi mu neće biti prikazivani. Nedostatak u ovom slučaju je u tome što će potrošač izgubiti interesovanje ako mu se ne prikaže ništa novo.
Oglašivači fokusiraju svoje resurse na potrošače, što može biti veoma efikasno ako se radi na dobar način. Kada reklamiranje ne funkcioniše, potrošač se može osetiti neprijatno i javiće se sumnja na koji način je oglašivač dobio informacije o njemu. Potrošači mogu osetiti zabrinutost zbog oglasa koji su usmereni njima, koji su previše lični da bi se oni osećali prijatno i dobijaju želju za kontrolom nad svojim podacima.
U usmerenom oglašavanju privatnost je komplikvano pitanje zbog tipa zaštićenih korisničkih informacija i broja uključenih strana. Tri glavne strane uključene u internet oglašavanje su oglašivač, objavljivač i mreža. Ljudi imaju želju da sačuvaju privatnost sa internet sajtova koje su ranije pretraživali, iako „klikstrimovi“ korisnika bivaju dostavljeni oglašivačima koji sarađuju sa mrežama interent reklamiranja. Korisnikovi prioriteti i interesovanja su vidljivi kroz njihove klikstrimove i tako nastaje njihov bihevioralni profil.
Mnogi smatraju da je ovaj način oglašavanja zabrinjavajuć i smatraju da njime mogu manipulisati ljudima i diskriminisati ih. Kao rezultat toga, predstavljen je veliki broj načina izbegavanja oglašavanja. Korisnici interneta koji koriste blokatore oglasa se ubrzano povećavaju. Istraživanje sprovedeno od strane PageFair je otkrilo da se od 2013. do 2014. godine broj ljudi koji koriste softvere za blokiranje oglasa širom sveta povećao za 41%.

## Dodatna literatura
- [мртва веза]
- [мртва веза]
- [мртва веза]
- Constantinides, E. (2006). „The Marketing Mix Revisited: Towards the 21st Century Marketing”. Journal of Marketing Management. 22 (3–4): 407—438. doi:10.1362/026725706776861190.. Enschede, The Netherlands:}-
- [мртва веза]
- [мртва веза]
- [мртва веза]
- [мртва веза]
- Schlee, Christian (2013). Targeted Advertising Technologies in the ICT Space. ISBN 978-3-8348-2395-3. S2CID 30750343. doi:10.1007/978-3-8348-2396-0.
- [мртва веза]
- [мртва веза]
- Bergemann, D.; Bonatti, A. (2011). „Targeting in advertising markets: Implications for offline versus online media.”. The RAND Journal of Economics. 42 (3): 417—443. JSTOR 23046807. doi:10.1111/j.1756-2171.2011.00143.x. hdl:1721.1/77229.
- Cyril; de Run, E (2007). „Ethnically targeted advertising: views of those not targeted” (PDF). Asia Pacific Journal of Marketing and Logistics. 19 (3): 265—285. doi:10.1108/13555850710772932.
- Dhar, S.; Varshney, U. (2011). „Challenges and business models for mobile location-based services and advertising.”. Communications of the ACM. 54 (5): 121—128. S2CID 14655020. doi:10.1145/1941487.1941515.[мртва веза]
- Farahat, A.; Bailey, M. (2012). „How Effective is Targeted Advertising?”. SSRN Electronic Journal. doi:10.2139/ssrn.2242311.
- Goldfarb, A.; Tucker, C. E. (2011). „Online advertising, behavioral targeting, and privacy”. Communications of the ACM. 54 (5): 25—27. S2CID 207185235. doi:10.1145/1941487.1941498.
- Johnson, J (2013). „Targeted advertising and advertising avoidance”. The RAND Journal of Economics. 44 (1): 128—144. doi:10.1111/1756-2171.12014.
- Krumm, J (2010). „Ubiquitous advertising: The killer application for the 21st century”. IEEE Pervasive Computing. 1: 66—73.
- Li, K.; Du, T. C. (2012). „Building a targeted mobile advertising system for location-based services.” (PDF). Decision Support Systems. 1: 1—8. doi:10.1016/j.dss.2012.02.002. Архивирано из оригинала (PDF) 09. 08. 2017. г. Приступљено 12. 05. 2018.
- Matthewson, J (2006). „Behavioral targeting: Can online advertising deliver in 2006?.”. Journal of Direct Data and Digital Marketing Practice. 7 (4): 332—343. S2CID 167733565. doi:10.1057/palgrave.dddmp.4340539.
- Sneddon, A (2001). „Advertising & deep autonomy”. Journal of Business Ethics. 33: 15—28. S2CID 141093416. doi:10.1023/A:1011929725518.
- Taylor, D. G.; Lewin, J. E.; Strutton, D. (2011). „Friends, fans, and followers: do ads work on social networks?.” (PDF). Journal of Advertising Research. 51 (1): 258—275. S2CID 18741301. doi:10.2501/jar-51-1-258-275. Архивирано из оригинала (PDF) 22. 08. 2016. г. Приступљено 12. 05. 2018.
- Tucker, C. E. (2014). „Social networks, personalized advertising, and privacy controls”. Journal of Marketing Research. 51 (5): 546—562. S2CID 11518615. doi:10.1509/jmr.10.0355. hdl:1721.1/99170.
- Wang, W.; Yang, L.; Chen, J.; Zhang, Q. (2014). „a privacy- aware framework for targeted advertising”. Computer Networks. 79: 17—29. S2CID 2603857. doi:10.1016/j.comnet.2014.12.017.